# Filtre 4G-LTE
Un filtre 4G-LTE és un filtre passa-baixos, que cal emprar en les instal·lacions de recepció de TDT (tant a les col·lectives com a les particulars) si es volen mantenir les antigues antenes d'UHF sense perill d'interferències per part de les emissores del nou estàndard de telefonia mòbil 4G-LTE.
Cal ressaltar que aquests filtres només seran necessaris per a instal·lacions existents, ja que per a les noves instal·lacions en zones urbanes o rurals, les antenes i amplificadors comercialitzats a partir de l'aplicació de la nova norma ja haurien d'estar configurats per rebre amb bon guany de senyal només els canals de televisió del 21 al 60 de la banda d'UHF, sent atenuats els altres superiors (els antics canals de TV del 61 al 69).

## Interferències entre 4G LTE i TDT
4G-LTE és l'estàndard de telefonia mòbil de quarta generació. A les zones urbanes, el 4G empra una banda de freqüències situada entre 2500 MHz i 2600 MHz, i per tant, queda suficientment lluny de la banda de TV perquè pugui arribar a causar cap tipus d'interferència.
No obstant això, els principals operadors han demanat poder utilitzar part de la banda d'UHF a les zones rurals. Atès que la banda de freqüències d'UHF no és expandible, es va acordar que la radiodifusió de televisió hauria de limitar el seu nombre de canals. Així, la banda de freqüències dedicada a la televisió quedarà compresa entre 470 MHz i 790 MHz (canals del 21 al 60), i el 4G-LTE utilitzarà la banda de freqüències entre 790 i 860 MHz (antics canals de TV del 61 al 69), sent l'interval que separa ambdues bandes de només 1 MHz, per això existeix un risc d'interferències entre les dues bandes (TDT i 4G) a les zones properes a les torres de transmissió de 4G-LTE. En la pràctica, la utilització de la banda (790-862 MHz), anomenada dividend digital, no es convertirà en un problema real fins al 2015 (o el començament del desplegament 4G en aquestes zones).

## Dividend digital

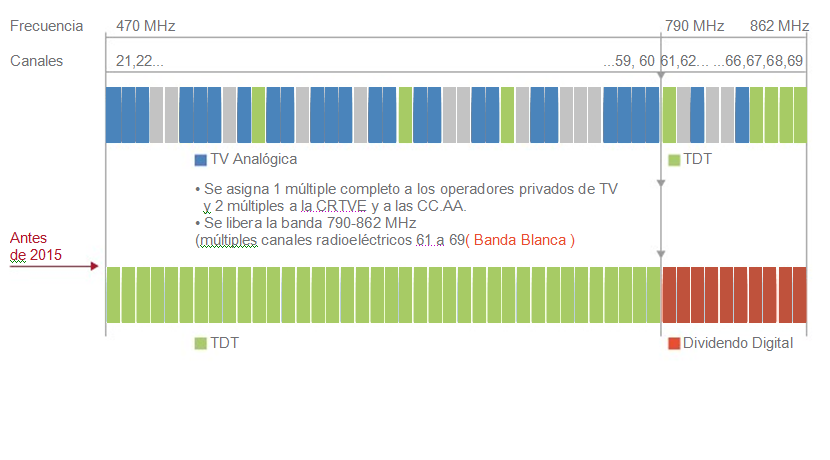
Descripció gràfica del procés del Dividend Digital

Dividend digital és el nom comú donat a l'espectre de freqüències de 698- a 806 MHz (Canals de TV del 61 al 69) assignat pel pla per a la nova distribució de la banda de freqüències d'UHF acordat al Congrés Mundial de Radiocomunicacions (CMR-07) que va identificar 108 MHz de l'espectre del dividend digital de 698 -806 MHz per la ITU -R, Regions 2-1 i nou països de les Regions 3-2, incloent Xina, Índia, Japó i la República de Corea.
Aquest dividend digital es fa servir per millorar la cobertura de la nova norma 4G-LTE a les zones rurals, ha estat necessari amb l'arribada de 4G-LTE i per aplicar-lo cal la redistribució de la banda de freqüència d'UHF. A partir de gener del 2015 (a alguns països), els principals operadors de telefonia mòbil començaran a desplegar les seves xarxes de molt alta amplada de banda "True 4G" o LTE, utilitzant les freqüències d'una amplada de banda de 108 MHz atribuïdes prèviament als canals de televisió del 61 al 69 (698-806 MHz), espectre de freqüència que es coneix com a "dividend digital ".